# Luigi Giuseppe Piccione
Luigi Giuseppe Piccione (1866 Borgo Ticino – 11. dubna 1942 Terst) byl italský a československý generál, v prvopočátku existence Československé republiky náčelník Italské vojenské mise v Československu, na začátku roku 1919 vrchní velitel československého vojska na Slovensku.
Absolvoval vojenskou akademii a Vysokou školu válečnou v Římě. V 1. světové válce dělal náčelníka štábu 8. divize italské armády. V roce 1917 se stal přednostou operačního oddělení v nejvyšším velení italské armády. V roce 1918 se stal velitelem 5. divize italské armády a následně náčelníkem štábu 7. italské armády. V listopadu 1918 se stal velitelem československého armádního sboru v Itálii a náčelníkem Italské vojenské mise v Československu Začátkem roku 1919 se stal vrchním velitelem československého vojska na Slovensku, kde řídil československé vojenské akce v rámci války o Slovensko. V červnu 1919 byl Piccione v této funkci nahrazen generálem Pellé a vrátil se do Itálie, kde se stal opět velitelem divize italské armády a v roce 1927 velitelem armádního sboru. V roce 1927 obdržel čestnou hodnost československého generála.
V pátek 20. prosince 1918 se osobně zúčastnil slavnostního přivítání zvláštního vlaku z Padovy, kterým se prezident Masaryk vrátil z exilu do Československa. Přijezd tohoto vlaku s Masarykem byl režisérem Svatoplukem Innemannem natočen na jeden z prvních ČB filmů – a Generál Luigi Piccione je zde také několikrát zachycen.